# Gornje Ljubinje
Lubinjë e Epërme en albanais et Gornje Ljubinje en serbe latin (en serbe cyrillique : Горње Љубиње) est une localité du Kosovo située dans la commune/municipalité de Prizren et dans le district de Prizren/Prizren. Selon le recensement kosovar de 2011, elle compte 1 925 habitants.

## Démographie

### Évolution historique de la population dans la localité
| 1948 | 1953 | 1961  | 1971  | 1981  | 1991  | 2011  |
| ---- | ---- | ----- | ----- | ----- | ----- | ----- |
| 917  | 987  | 1 049 | 1 553 | 1 825 | 2 080 | 1 925 |

|  |

### Répartition de la population par nationalités (2011)
En 2011, les Bosniaques représentaient 97,30 % de la population.